# David Rajchenberg
David Rajchenberg González (Caracas, Venezuela; 17 de marzo de 2000) es un futbolista profesional que juega como medio ofensivo y atacante en el CF Rayo Majadahonda de Madrid, España.

## Selección nacional

### Categorías inferiores
Disputó 3 partidos con la selección sub-17 de Venezuela

## Clubes
| Club               | País     | Año         |
| ------------------ | -------- | ----------- |
| SG Sacavenense     | Portugal | 2017-2019   |
| Recreativo Granada | España   | 2019-2020   |
| Pogon Szczecin     | Polonia  | 2020-2021   |
| Atlético Chiriquí  | Panamá   | 2022        |
| Racing Lermeño     | España   | 2022        |
| US Palmese         | Italia   | 2023 - act. |